# Lidia Ruslanova
Lidia Ruslanova, född 1900, död 1973, var en rysk-sovjetisk sångare.  
Nedslagskratern Ruslanova på planeten Venus är uppkallad efter henne.